# Сантана, Мануэль
Мануэль (Маноло) Сантана Мартинес (исп. Manuel "Manolo" Santana Martínez; 10 мая 1938, Мадрид — 11 декабря 2021, Марбелья) — испанский теннисист и теннисный тренер
- Первая ракетка мира среди любителей (1966)
- Победитель четырёх турниров Большого шлема в одиночном разряде
- Победитель чемпионата Франции 1963 года в мужском парном разряде
- Победитель показательного теннисного турнира Олимпийских игр 1968 года в одиночном разряде
- Победитель 72 любительских и профессиональных теннисных турниров за карьеру
- Двукратный финалист Кубка Дэвиса в составе сборной команды Испании
- Член Международного зала теннисной славы с 1984 года

## Биография
Отец Мануэля Сантаны, Браулио, перебрался в Мадрид из Вальядолида. Маноло, родившийся в 1938 году, был вторым сыном в семье. Его отец умер, когда Маноло было 16 лет.
Фернанда Допесо, первая жена Мануэля Сантаны, родила ему четверых детей: Маноло-младшего, Беатрис, Борху и Барбару. Прожив в браке с Фернандой с 1962 года, Сантана развёлся в 1980 году. Впоследствии он был женат ещё дважды, и вторая жена, журналистка Мила Хименес, родила ему ещё одну дочь, Альбу. С Милой Маноло развёлся в 1987 году, всего после двух лет в браке, а в конце 2008 года было сообщено о его разводе с третьей женой, шведской моделью Отти Гланзиелус, с которой он прожил 18 лет. В 2013 году в 75-летнем возрасте женился в четвёртый раз на колумбийке Клаудии Инес Родригес.
По окончании активных выступлений Сантана, до этого работавший в табачной фирме Philip Morris, сосредоточился на тренерской работе, открыв два теннисных клуба — в Мадриде и Марбелье. Дважды (в 1980—1985 и 1995—1999 годах) занимал пост капитана сборной Испании в Кубке Дэвиса. Он также вёл спортивные репортажи на телевидении и был директором турнира серии АТР Мастерс в Мадриде с первого года его проведения и до конца 2010-х годов, когда уступил пост Фелисиано Лопесу).
В последние годы жизни страдал от болезни Паркинсона. Умер в декабре 2021 года в Марбелье.

## Игровая карьера
В детстве Маноло Сантана подавал мячи в городском теннисном клубе Мадрида, где и освоил эту игру. Свою первую ракетку он получил в 13 лет. Когда он начал играть в турнирах для мальчиков, на него обратил внимание и взял на попечение мадридский теннисист Ромеро Хирон.
Сантана провёл свой первый матч за сборную Испании в Кубке Дэвиса в апреле 1958 года и в том же году выиграл свой первый международный любительский турнир. В последующее десятилетие он стал победителем почти 60 любительских турниров, включая три из четырёх турниров Большого шлема — чемпионат Франции, чемпионат США и Уимблдонский турнир. Он также становился победителем любительских чемпионатов Испании, Португалии, Аргентины, Мексики, Тринидада и Ливана. После начала Открытой эры Сантана добавил к этим званиям титул победителя Открытого чемпионата Австрии и Открытого чемпионата Египта.
Пик карьеры Сантаны приходится на первую половину и середину 1960-х годов, когда ему приходилось соревноваться с такими соперниками, как Род Лейвер, Рой Эмерсон и Никола Пьетранджели. Начиная с 1961 года, он в течение семи лет входил в десятку сильнейших теннисистов-любителей мира, составляемую теннисными обозревателями газеты Daily Telegraph. В 1961 году он победил Пьетранджели в финале чемпионата Франции и повторил этот результат через три года; в промежутке, в 1963 году, он завоевал с Эмерсоном титул чемпиона Франции в парном разряде, ставший для его партнёра четвёртой победой в серии из шести титулов подряд в этом разряде в Париже.
В 1965 году Сантана, пропустивший Уимблдонский турнир ради подготовки к ключевым этапам Кубка Дэвиса, привёл сборную Испании к победе в межзональном матче против сборной США. На грунтовом корте Королевского теннисного клуба в Барселоне он выиграл вначале встречу в одиночном разряде у Фрэнка Фрёлинга, а затем в упорном поединке, пятый сет которого завершился со счётом 11-9, переиграл с Хосе-Луисом Арильей Кларка Гребнера и Денниса Ралстона, завершив разгром американцев уже на второй день матча. Менее чем месяцем позже Сантана выиграл свой первый турнир Большого шлема на траве. Это произошло в Нью-Йорке, где чемпионат США проходил в эти годы на травяных кортах Форест-Хиллс. Это была первая победа европейского теннисиста на чемпионате США с 1928 года, когда чемпионом стал француз Анри Коше. В конце года испанцы после победы над индийцами (Сантана выиграл все три встречи в этом матче, завершившемся с общим счётом 3:2) вышли в раунд вызова Кубка Дэвиса, где им противостояли действующие чемпионы — сборная Австралии. Матч закончился победой чемпионов, хотя Сантане и удалось принести своей команде утешительное очко в уже ничего не решавшей игре против Эмерсона, для которого это поражение в одиночном разряде стало единственным за 12 финальных матчей Кубка Дэвиса. В целом за сезон он выиграл 10 турниров из 16, в которых принял участие, одержав за год 71 победу при семи поражениях.
На следующий год Сантана прибавил к своей коллекции титулов звание чемпиона Уимблдонского турнира. В финале он, посеянный под четвёртым номером, переиграл шестой номер посева, Денниса Ралстона, после того, как посеянные под первыми тремя номерами австралийцы проиграли на более ранних этапах. Сантана стал первым европейцем, выигравшим Уимблдон в одиночном разряде, с 1946 года, когда чемпионом стал Ивон Петра. Несмотря на то, что по ходу сезона его преследовали травмы, приведшие к поражению сборной Испании в матче с командой Бразилии в Кубке Дэвиса, а позже к неудачному выступлению в чемпионате США, по итогам года в рейтинге теннисистов-любителей Daily Telegraph он занял первую строчку. В 1967 году он проиграл на Уимблдоне уже в первом круге Чарли Пасареллу, но с испанской сборной вторично дошёл до финала Кубка Дэвиса, по пути победив в том числе румын во главе с Илие Настасе, советскую сборную, ведомую Александром Метревели, и сборную ЮАР. На предварительных этапах Сантана выиграл 16 из 18 встреч, в том числе все 12 в одиночном разряде. В финале, однако, австралийцы снова оказались сильней, победив испанцев с тем же счётом, что и два года назад. Сантана снова оказался единственным в команде, кому удалось взять очко: он победил Джона Ньюкомба в третий день матча. Его 13 побед в одиночном разряде за сезон остаются рекордом Кубка Дэвиса, который в 1971 году повторил Илие Настасе.
В 1968 году, в год, когда началась Открытая эра, Сантана, сохранивший статус любителя, стал победителем показательного олимпийского турнира в Мексике, обыграв в финале своего молодого соотечественника и ученика Манолито Орантеса. Он продолжал активно выступать до 1970 года, когда завоевал в Барселоне свой последний чемпионский титул, однако периодически возвращался на корт и позже, в том числе в 1973 году, когда провёл свой последний матч в составе сборной Испании, и в 1974 году, когда стал играющим тренером нью-йоркской команды в профессиональной лиге World Team Tennis. Свой последний матч в профессиональном турнире он провёл в 1978 году в Ньюпорте. За карьеру он провёл 120 игр за сборную (86 в одиночном и 34 в парном разряде), что является одним из самых высоких показателей за историю Кубка Дэвиса (больше игр провели только Пьетранджели за сборную Италии и Настасе за сборную Румынии).
В 1984 году имя Мануэля Сантаны было включено в списки Международного зала теннисной славы, а в 2004 году он был удостоен специальной награды от Международной федерации тенниса (ITF), присуждаемой участникам Кубка Дэвиса «за верность идеалам и духу состязания». За свои достижения в теннисе на родине он получил из рук Франсиско Франко орден Изабеллы Католички, сопровождаемый официальным титулом «Excelentissimo». Другие награды Сантаны включают золотую медаль ордена «За спортивные заслуги» (1965), Большой крест этого ордена (высшая степень награды, 2000) и национальную спортивную премию имени Франсиско Фернандеса Очоа (2010), а также ряд наград от мэрии Мадрида. В честь Сантаны назван центральный корт стадиона, на котором проходит турнир Мастерс в Мадриде.

## Стиль игры
Мануэль Сантана начинал карьеру как классический испанский теннисист, одерживая большинство побед на грунтовых кортах. Ему принадлежит афоризм «Трава — это для коров», который повторяли за ним другие мастера грунтовых кортов, включая Ивана Лендла, так и не сумевшего за свою карьеру выиграть Уимблдон. Самому Сантане это, однако, удалось, и он проявил себя как универсальный игрок, выиграв по два турнира Большого шлема на грунте и на траве. Обладатель Большого шлема Род Лейвер так отзывается об игре Сантаны: 
На грунте он был волшебником. Маноло мог бить под самыми невероятными углами, сводить тебя с ума кручёными свечками или укороченныи ударами. А после того, как он улучшил игру у сетки, он стал опасен и на траве.

## Участие в финалах турниров Большого шлема за карьеру (5)

### Одиночный разряд (4)
Победы (4)
| Год  | Турнир                | Покрытие | Соперник в финале   | Счёт в финале           |
| ---- | --------------------- | -------- | ------------------- | ----------------------- |
| 1961 | Чемпионат Франции     | Грунт    | Никола Пьетранджели | 4-6, 6-1, 3-6, 6-0, 6-2 |
| 1964 | Чемпионат Франции (2) | Грунт    | Никола Пьетранджели | 6-3, 6-1, 4-6, 7-5      |
| 1965 | Чемпионат США         | Трава    | Клифф Драйсдейл     | 6-2, 7-9, 7-5, 6-1      |
| 1966 | Уимблдонский турнир   | Трава    | Деннис Ралстон      | 6-4, 11-9, 6-4          |

### Мужской парный разряд (1)
Победа (1)
| Год  | Турнир            | Покрытие | Партнёр     | Соперники в финале     | Счёт в финале |
| ---- | ----------------- | -------- | ----------- | ---------------------- | ------------- |
| 1963 | Чемпионат Франции | Грунт    | Рой Эмерсон | Эйб Сигал Гордон Форбс | 6-2, 6-4, 6-4 |

## Участие в финалах Кубка Дэвиса за карьеру (2)
Поражения (2)
| Год  | Место   | Команда                                      | Соперники в финале                                 | Счёт |
| ---- | ------- | -------------------------------------------- | -------------------------------------------------- | ---- |
| 1965 | Сидней  | Испания Х. Л. Арилья, Х. Хисберт, М. Сантана | Австралия Д. Ньюкомб, Т. Роч, Ф. Столл, Р. Эмерсон | 1-4  |
| 1967 | Брисбен | Испания М. Орантес, М. Сантана               | Австралия Д. Ньюкомб, Т. Роч, Б. Боури, Р. Эмерсон | 1-4  |